# تيم فارون
تيموثي جيمس فارون (بالإنجليزية: Tim Farron)‏ (27 مايو 1970) هو سياسي ديمقراطي ليبرالي بريطاني، وزعيم الحزب الديمقراطي الليبرالي منذ عام 2015 حتى عام 2017. كان عضوًا في البرلمان عن دائرة ويستمورلاند ولوندزديل منذ عام 2005. خدم ثلاث مرات في منصب المتحدث باسم الحزب الديمقراطي الليبرالي لشؤون البيئة والغذاء والشؤون الريفية منذ عام 2020، وسابقًا منذ عام 2008 حتى عام 2010، ومنذ عام 2017 حتى عام 2019.
كان فارون رئيس حزب الديمقراطيين الليبراليين منذ يناير عام 2011 حتى ديسمبر عام 2014. شغل منصب وزير خارجية الظل لحزب الديمقراطيين الليبراليين في عام 2015 تحت زعامة نك كلغ. كان المتحدث باسم الحزب الديمقراطي الليبرالي للمجتمعات والحكومة المحلية منذ 7 فبراير عام 2019. عُيِّن في أغسطس عام 2019 متحدثًا رسميًا باسم الإسكان والتخطيط لاقتراح القوة المحركة الشمالية، وكان بذلك خلفًا للورد شيبلي. شغل منصب المتحدث الرسمي باسم العمل والمعاشات التقاعدية في عهد جو سوينسون منذ عام 2019 حتى عام 2020.

## المواقف السياسية

### التعليم
صوت فارون في ديسمبر عام 2010 ضد زيادة الحد الأقصى لرسوم التعليم الجامعي من 3000 جنيه إسترليني إلى 9000 جنيه إسترليني. قال فارون في إشارة إلى تعهد نك كلغ السابق بعدم زيادة الرسوم، وسياسة الديمقراطيين الليبراليين السابقة التي طال أمدها والمتمثلة في إلغاء تلك الرسوم: «النزاهة مهمة، فلا يجب أن تفي بكلمتك فحسب، بل يجب أن يُنظر إليك أيضًا كشخص يحافظ على كلمته، فلذلك يمكنك الرفض».

### الهجرة
كان فارون أول سياسي بريطاني كبير يدعم اقتراح الاتحاد الأوروبي الخاص بنسبة استيعاب اللاجئين خلال أزمة البحر المتوسط. دعا المملكة المتحدة إلى قبول ما يصل إلى 60 ألف لاجئ من خارج الاتحاد الأوروبي للمساعدة في النزوح. شارك في مسيرة التضامن مع اللاجئين في لندن في سبتمبر عام 2015 وألقى الكلمة الافتتاحية. اتهم فارون الحكومة بالجبن والوحشية بشأن سياستها الحالية تجاه اللاجئين، وذلك في مؤتمر الربيع الديمقراطي الليبرالي لعام 2016.

### تمثيل المرأة والأقليات
قال فارون إن 50% من المقاعد المستهدفة ستمثلها نساء، و 10% منها سيمثلها المرشحون السود والآسيويون والأقليات العرقية.
لاقى قرار تعيين فارون لمتحدثين متنوعين باسم الحزب من ضمنهم 12 امرأة و10 رجال إعجابًا وإشادة كبيرين. تولت النساء أيضًا مناصب رفيعة مثل منصب المتحدث باسم الدفاع والاقتصاد.

### الاتحاد الأوروبي
أيد فارون بقوة عضوية بريطانيا في الاتحاد الأوروبي، وذلك على الرغم من وصفه لنفسه بأنه «مشكك قليلًا بالاتحاد الأوروبي»، ولكنه انتقد إعادة تفاوض ديفيد كاميرون بأنه «متعلق بمناشدة نواب حزب المحافظين (السابق) المتعصبين، والذين اختارهم أعضاء الحزب الأوروبي لإقناعهم بالتصويت على البقاء».
صرح فارون، بعد استفتاء بقاء المملكة المتحدة ضمن الاتحاد الأوروبي في يونيو عام 2016 حيث صوت 51,89% من الناخبين لمغادرة الاتحاد الأوروبي، بأنه في حال انتخاب الديمقراطيين الليبراليين في الانتخابات البرلمانية المقبلة، فلن يستمروا في إطلاق المادة 50 من معاهدة الاتحاد الأوروبي والانسحاب منه، بل سيبقون المملكة المتحدة بدلاً من ذلك في الاتحاد الأوروبي.
يعارض فارون خطة الحكومة المقترحة لإعادة جواز السفر البريطاني الأزرق التقليدي. انتقد أيضًا هذه الخطوة علنًا كجزء من «لائحة مستمرة الارتفاع لتكاليف انسحاب بريطانيا من الاتحاد الأوروبي»؛ وتمسك بالموقف الذي يعتبر أن الخطة «إنفاق سطحي تمامًا كان يمكن صرفه على مستشفياتنا ومدارسنا».

### المملكة العربية السعودية
انتقد فارون العلاقات الوثيقة بين بريطانيا والسعودية، وقال: «حان الوقت لتسليط الضوء على الزوايا المشبوهة لعلاقتنا مع المملكة العربية السعودية. حان الوقت لأن ندافع عن الحريات المدنية وحقوق الإنسان، وألا نتجاهلها بسبب تحالفنا مع آل سعود».